# Zoccola (cognome)
Zoccola è un cognome di lingua italiana.

## Varianti
Zoccolella, Zoccoli.

## Origine e diffusione
Cognome tipicamente meridionale, è presente prevalentemente in Campania.
Potrebbe derivare da allusioni alla prostituzione o dal nome comune zoccola indicante i topi di fogna.
La variante Zoccolella copre il medesimo areale.

## Persone
- Biagio Zoccola – allenatore di calcio e calciatore italiano
- Michele Angelo Zoccola – avventuriero e imprenditore italiano naturalizzato sudafricano
- Raimondo Zoccola – personaggio storico italiano, podestà di Piacenza